# Notoschoenomyza costata
Notoschoenomyza costata är en tvåvingeart som beskrevs av John Otterbein Snyder 1957. Notoschoenomyza costata ingår i släktet Notoschoenomyza och familjen husflugor. Inga underarter finns listade i Catalogue of Life.